# Boroughmuir RFC
Der Boroughmuir Rugby Football Club ist ein Rugby-Union-Verein, der in der Scottish Premiership spielt. Die Heimspiele werden in Meggetland, Edinburgh ausgetragen. 
Der Verein wurde 1919 gegründet. Zu dieser Zeit hatte man noch keinen eigenen Platz und musste so oft die Spielstätte wechseln. 1939 wurde Boroughmuir zum vollen Mitglied der Scottish Rugby Union, kurz vor Ausbruch des Zweiten Weltkriegs, der den Spielbetrieb in Schottland zum Erliegen brachte. Nach Ende des Krieges spielte der Verein regelmäßig in Meggetland, ab 1952 auch mit Flutlicht. Ein Jahr später nahm er zum ersten Mal an der inoffiziellen schottischen Meisterschaft teil. 
Zu Beginn der 1960er Jahre hatte der Verein inzwischen so viele Mitglieder, dass sechs Herrenmannschaften wöchentlich antreten konnten. 1961 ging der erste Nationalspieler aus den Reihen des Vereins hervor. 1973 änderte sich viel im Ligabetrieb in Schottland durch die Gründung einer offiziellen Ligastruktur durch den schottischen Verband. Boroughmuir wurde in die erste Division eingestuft.
1980 baute der Verein eine Tribüne, Umkleidekabinen sowie einen neuen Platz in Meggetland. 1986 wurde das Flutlicht modernisiert. In der Saison 1990/91 wurde Boroughmuir zum ersten Mal Meister. 1999 stieg er zum ersten Mal ab, kehrte aber ein Jahr später wieder. In den Jahren 2003 und 2008 konnte man erneut die Meisterschaft gewinnen.

## Bekannte ehemalige Spieler
- Mike Blair
- Chris Cusiter
- Bruce Hay
- Sean Lineen
- Tom Palmer (England)
- Norrie Rowan
- Derek Stark
- Alasdair Strokosch
- Grant Wilson
- Peter Wright